# 利源西街
利源西街（英語：Li Yuen Street West）是香港港島中環的一條街道。該條街道狹窄，兩旁為高樓大廈，不能行車，北面出口為德輔道中電車路，南面則為皇后大道中。路之兩旁有自1950年代出現的小販攤檔，零售布匹、手錶、服裝和鞋子等為主。
利源西街與鄰近的利源東街被合稱為「利源東西街」。然而，利源西街的名氣始終不及利源東街。

## 歷史
19世紀末，中區一帶進行填海，台山一富商金利源獲得利源東街範圍一幅土地，在建樓的同時將附近的街道以自己的名字起名。金利源後來欲興建利源西街，卻因財力不及，至1906年才覓得另一富商李乃普支持而建成。

## 交通
港鐵
- █  荃灣綫、 █  港島綫：中環站C出口

## 鄰近
- 利源東街
- 昭隆街
- 皇后大道中
- 德輔道中
- 卡佛大廈
- 龍子行
- 富邦銀行大廈
- 景福大廈